# The Way We Walk
Albums de Genesis
We Can't Dance
(1991) Calling All Stations
(1997)
The Way We Walk est un album en concert de Genesis en deux volumes le 9 novembre 1992 intitulé The Shorts et le 11 janvier 1993 pour The Longs avec le label Virgin. Les chansons des deux albums sont principalement issues des deux concerts au Niedersachsenstadion de Hanovre, en Allemagne lors de la tournée We Can't Dance. Le titre et les pochettes font références aux paroles et aux mouvements de danse dans le clip de la chanson I Can't Dance.
The Way We Walk, Volume One: The Shorts paru fin 1992 ne contient que les chansons « courtes » des concerts. Sur les onze titres constituant ce volume, trois proviennent de la tournée Invisible Touch (1986-87) : Mama, That's all et In Too Deep, les deux premières sont incluses dans la vidéo Invisible Touch Tour qui a été rééditée en DVD sous le nom de Genesis Live At Wembley Stadium.
The Way We Walk, Volume Two: The Longs (paru en 1993), quant à lui, contient les chansons « longues » en général d'une durée de plus de dix minutes : Old Medley, Domino, Home by the Sea / Second Home by the Sea et Drum Duet proviennent du concert du 10 juillet 1992, tandis que Driving the Last Spike et Fading Lights ont été enregistrées le 13 juillet. Comme son titre l'indique, Old Medley reprend d'anciennes chansons du groupe, à l'époque où il comptait encore Peter Gabriel et Steve Hackett dans ses rangs : Dance on a Volcano, The Lamb Lies Down on Broadway, The Musical Box, Firth of Fifth et I Know What I Like (In Your Wardrobe).
The Way We Walk, Volume Two: The Longs se classe en tête des ventes au Royaume-Uni pendant deux semaines.
Ce n'est qu'en 2009 que les deux volumes de l'albums sont réunis en un double album de deux heures avec l'ordre des titres modifié lors de la ressortie en version remastérisée de la discographie en concert de Genesis.

## Liste des titres

### Volume 1: The Shorts
1. Land of Confusion - 5:16
2. No Son of Mine - 7:05
3. Jesus He Knows Me - 5:23
4. Throwing It All Away - 6:01
5. I Can't Dance - 6:55
6. Mama - 6:50
7. Hold on My Heart - 5:40
8. That's All - 4:59
9. In Too Deep - 5:36
10. Tonight, Tonight, Tonight - 3:35
11. Invisible Touch - 5:41

### Volume 2: The Longs
1. Old Medley – 19:32
2. Driving the Last Spike – 10:18
3. Domino – 11:21
4. Fading Lights – 10:55
5. Home by the Sea / Second Home by the Sea – 12:14
6. Drum Duet – 6:06

## Musiciens
- Phil Collins : chant, batterie, tambourin
- Tony Banks : claviers, chœurs
- Mike Rutherford : basse, guitare, pédalier basse, guitare double-manche basse et 12 cordes, chœurs
- Daryl Stuermer : guitare, basse, pédalier basse, chœurs
- Chester Thompson : batterie, percussions